# Jadrtovac
Jadrtovac (olaszul: Castell'Andreis) falu Horvátországban Šibenik-Knin megyében. Közigazgatásilag Šibenikhez tartozik.

## Fekvése
Šibeniktől légvonalban 7, közúton 10 km-re délkeletre, Dalmácia középső részén, a kontinensbe mélyen benyúló Morinj-öböl keleti partján fekszik.

## Története
Jadrtovac területe már a római korban lakott volt, ezt bizonyítják a környékén előkerült római sírok. A Vruci nevű településrészén feltárt épületmaradványok egy az 5. és 6. században épített kora keresztény templom romjai, melyet feltehetően a 7. században bevándorló pogány avarok és szlávok romboltak le. A 15. században egy Zamurva („villa Xamurva”) nevű falu volt a mai település helyén. A 16. század elején a šibeniki Andreis nemesi család épített várkastélyt itt a török ellen, melyet 1528-ban említenek először. A várkastélyból mára a pártázatos fal egy része és egy torony maradt fenn. A 17. században felépítették, majd a 18. században bővítették a Szűz Mária templomot. 1797-ben a Velencei Köztársaság megszűnésével a Habsburg Birodalom része lett. 1806-ban Napóleon csapatai foglalták el és 1813-ig francia uralom alatt állt. Napóleon bukása után ismét Habsburg uralom következett, mely az első világháború végéig tartott. A falunak 1857-ben 182, 1910-ben 265 lakosa volt. Az első világháború után rövid ideig az Olasz Királyság, ezután a Szerb-Horvát-Szlovén Királyság, majd Jugoszlávia része lett. 2011-ben 171 lakosa volt, akik hagyományosan mezőgazdasággal és halászattal foglalkoznak, valamint újabban a turizmusból élnek, illetve a közeli Šibenik városában dolgoznak.

## Lakosság
| Lakosság változása | Lakosság változása | Lakosság változása | Lakosság változása | Lakosság változása | Lakosság változása | Lakosság változása | Lakosság változása | Lakosság változása | Lakosság változása | Lakosság változása | Lakosság változása | Lakosság változása | Lakosság változása | Lakosság változása | Lakosság változása |
| ------------------ | ------------------ | ------------------ | ------------------ | ------------------ | ------------------ | ------------------ | ------------------ | ------------------ | ------------------ | ------------------ | ------------------ | ------------------ | ------------------ | ------------------ | ------------------ |
| 1857               | 1869               | 1880               | 1890               | 1900               | 1910               | 1921               | 1931               | 1948               | 1953               | 1961               | 1971               | 1981               | 1991               | 2001               | 2011               |
| 182                | 157                | 166                | 146                | 211                | 265                | 247                | 281                | 379                | 384                | 469                | 386                | 359                | 444                | 202                | 171                |

## Nevezetességei
- Antiochiai Szent Margitnak szentelt temploma[6] egyhajós épület, négyzet alakú apszissal, nyugat-keleti tájolással. A nyugati homlokzaton az ajtót kőkeret övezi, két oldalán két téglalap alakú ablak található. Az ajtó felett egy körablak, a homlokzat tetején az oromzaton pedig egy harangdúc látható két boltívvel. A hajó déli falán a homlokzaton lévővel azonos ajtók találhatók. Az apszis oldalfalain félköríves ív található. A hajó felett fából készült tetőszerkezet, az apszis felett pedig dongaboltozat található. A templom a 18. században épült.
- Az Andreis család 16. századi várkastélyának romjai. A várkastélyból mára a pártázatos fal egy része és egy torony maradt fenn.
- Szűz Mária tiszteletére szentelt temploma a 17. században épült, a 18. században bővítették. A késő barokk főoltár 1790-ből származik. Ugyanebben az időben készültek a Szűz Máriát és Szent Györgyöt ábrázoló festmények.
- Vruci nevű településrészén 5. századi kora keresztény templom romjai találhatók.